# Литвинова Тетяна Олександрівна
Тетяна Олександрівна Литвинова (23 травня 1956 , Ізюм, Харківська область ) — український поет, керівниця літературного об'єднання «Обрій».

## Життєпис
Ранні вірші Тетяни Литвинової високо оцінили Євген Євтушенко та Марк Соболь. З 1984 року — член Спілки письменників СРСР (за рекомендацією Юнни Моріц), з 1992 — член національної Спілки письменників України, з 1997 — національної Спілки журналістів України. Проживала у Сєвєродонецьку на Луганщині. З 1996 до 2011 рік у телерадіокомпанії СТВ була автором та ведучою культурологічних циклів «Нове тисячоліття» та «Обличчя». За освітою фізик.

## Творчість
Перша книга поетки «Пам'яті живі джерела» вийшла 1983 року в Донецьку. Журнальні публікації Тетяни Литвинової з'являлися в часописах «Райдуга» (Київ), «Жовтень», «Зміна», «Прапор». 2006 року в московському видавництві «Нова поезія» вийшла книга віршів Литвинової «Вавилонська лоза». Презентація відбулася у Літературному салоні «Булгаківського Дому».
Поет Володимир Гутковський охарактеризував поезію Литвинової: «Гранична відвертість, помножена на поетичну одухотвореність. Душевний і духовний простір сучасника розкривається глибоко та різноманітно. Немає спроби — ні відгородитися від світу, ні прикрасити його». Поет Андрій Грязов, редактор сайту poezia.ru, засновник міжнародного поетичного фестивалю — «Каштановий дім», член Спілки письменників України дав таку оцінку: «Тетяна Литвинова працює у руслі неокласицизму. На мій погляд — у руслі невичерпних можливостей поезії. Тетяна продовжує рух живої класики Мандельштама, Ахматової, Пастернака, Цвєтаєвої та багатьох інших поетів, де потік живої насиченої поетичної реальності змиває тину всіх стихотворчих чи віршових псевдомод ремісників від постмодернізму, авангардизму тощо… Тетяна зберігає у своїх віршах дух високої поезії перерахованих авторів, але йде своїм шляхом, створюючи свою, властиву тільки їй різноманітну, насичену мову, мову несподіваних і точних метафор, точних і відчутних епітетів, чіткої та незвичайної римування, зовнішньої віртуозності та внутрішньої».

## Книги віршів
- Литвинова Т. А. Пам'яті живі джерела: Вірші — Донецьк: Донбас, 1983. — 32 с.
- Литвинова Т. А. Журавліки паперові, летить: Вірші, поема. — Донецьк: Донбас, 1986. — 48с.
- Литвинова Т. А. Снігове яблуко: Вірші. — Донецьк: Донбас, 1991. — 56 с.
- Литвинова Т. А. Крізь …: Вірші. — Луганськ: Світлиця, 2006. — 107 с.
- Литвинова Т. А. Вавилонська лоза: Вірші — М.: Нова поезія, 2006. — 280 с.
- Литвинова Т. А. Хрестоцвіт. Вірші. — Луганськ: Світлиця, 2011. — 75 с.

## Колективні збірники
- Кроны. Донецк, изд-во «Донбасс», 1881 г.
- Каменный Пояс, 1982, Челябинск: Юж. — Урал. кн. изд-во, 1982. — 264 с, 4 л. ил. Тираж 10 000 экз.
- Родники и криницы. Киев, изд-во ЦК ЛКСМУ «Молодь», 1984 г.
- Молодая гвардия −84. Москва, «Молодая гвардия», 1985 г.
- Траектории. Антология стихов болгарских и советских поэтов. Изд-во «Народна младеж», София, 1989 г.
- Сто стихотворений о любви. Москва. Изд-во «Корс -Юнит». 1993 г.
- Антология современной русской поэзии Украины. Т.1. / Сост.: М.Красиков. — Харьков: Крок, 1998. — 276 с.
- Юрьев День: Альманах поэзии / Ред.: Ю.Каплан. — Вып.3. — К.: ЮГ, 2002. — 156 с.
- Каштановый дом. 2009 г. Киев.
- Антология современной русской поэзии Украины «Киевская Русь». Мюнхен, германский филиал Толстовского Фонда
- Облако в стихах. Киев, журнал «Радуга», 2002 г.
- Песни Южной Руси. Стихи русских поэтов Украины. 2008 г. Донецк: «Лебедь» (Международное сообщество писательских союзов, Межрегиональный Союз писателей Украины)

## Часописи та альманахи
- Рабочее созвездие, 1981, Челябинск: Юж. — Урал. кн. изд-во, 1981
- Октябрь. № 12, 1982 г.
- Вітрила. Альманах. Киев, изд-во ЦК ЛКСМУ «Молодь», 1982 г.
- Истоки. Альманах. Москва. «Молодая гвардия». 1984 г.
- «Радуга» (Киев). № 3, 1982; № 7, 1985; № 3, 1987; № 3, 1991; № 5, 1991
- «Знамя». № 3, 1986
- «Молодая гвардия». № 3, 1986 г.
- «Смена», № 1. 1990 г.
- Artline. Культурно-аналитический журнал. Киев, № 5-6, 1999 г.
- Детский журнал «Костер», июль, 2001 г. [Архівовано 4 березня 2021 у Wayback Machine.]
- Литературно — художественных альманахах: «Мрія», № 1; 1999 г, Тираж — 2000 экз.
- Литературно — художественных альманахах: «Мрія», № 2; 2000 г, Тираж — 3000 экз.
- «Донбасс» (Донецк). № 1, 1981; № 1, 1982; № 5, 1986; № 3, 1988; № 4, 1989; № 6, 1989
- Журнал «Крещатик». (2002 г.) ISSN 1619—2966
- Поэзия. Литературно-художественный журнал. Москва. № 1, 2003 г.
- Сетевая поэзия. Журнал современной поэзии. № 1. изд-во «Скифия», Санкт-Петербург, 2004 г.
- Вторник. Стихотворения. Рифма. Ру. Новосибирск, 2005
- «Новый Берег» (Дания, 2005 г.) [Архівовано 19 січня 2019 у Wayback Machine.]
- Ежемесячник «ФЛОРИДА», Октябрь, 2009 (Florida, RUS), USA, Тираж — 5000 экз. [Архівовано 4 березня 2016 у Wayback Machine.]
- «Новый Берег» (Дания, 2012 г.) [Архівовано 5 березня 2016 у Wayback Machine.]
- «Европейская словесность» (Германия, Кельн) [Архівовано 13 лютого 2017 у Wayback Machine.]

## Електронні журнали
- Альманах «Европейская словесность», Німеччина, 2016 [Архівовано 13 лютого 2017 у Wayback Machine.]
- Журнал «ШО», Київ, 2016
- Журнал «Этажи», Москва, 2016 [Архівовано 26 березня 2017 у Wayback Machine.]
- Журнал «Артикль» Ізраїль 2016 [Архівовано 3 травня 2021 у Wayback Machine.]
- Евразийский журнальный портал «МЕГАЛИТ», 2016 [Архівовано 8 грудня 2019 у Wayback Machine.]
- 45-я параллель. «Слишком много судьбы» 2016 [Архівовано 4 березня 2016 у Wayback Machine.]
- «Сетевая словесность», липень, 2015 [Архівовано 5 травня 2022 у Wayback Machine.]
- «Сетевая словесность», квітень, 2014 [Архівовано 5 травня 2022 у Wayback Machine.]
- «Свой вариант», грудень, 2009  [Архівовано 24 березня 2022 у Wayback Machine.]
- 45-я параллель. «Ангелы. Жажда риска». 2008 г. [Архівовано 25 березня 2016 у Wayback Machine.]
- «Сетевая словесность», травень, 2008 [Архівовано 14 травня 2021 у Wayback Machine.]
- «Русский журнал», вересень, 2005 [Архівовано 19 січня 2019 у Wayback Machine.]
- «Русский переплет» (2004)  [Архівовано 20 лютого 2020 у Wayback Machine.]
- «Литературный арьергард» (2000)
- «Литературный арьергард» (2002)

## Нагороди
- Лауреат Сєвєродонецької літературної комсомольської премії імені Бориса Горбатова 1979 року та 1984 року.

## Інтерв'ю
- Інтерв'ю «Трепет життя» [Архівовано 26 жовтня 2020 у Wayback Machine.]
- Інтерв'ю «Поза коханням мене немає» [Архівовано 28 березня 2022 у Wayback Machine.]